# Magda Müller
Magda Müller (* um 1918; † 23. Januar 2012) war eine deutsche Florettfechterin und deutsche Meisterin.

## Leben
Größter Erfolg der für den Offenbacher Turnverein startenden Müller war der Titelgewinn bei der Deutschen Fechtmeisterschaften 1954. 1955 belegte sie den dritten Platz.